# Kritikkulturen

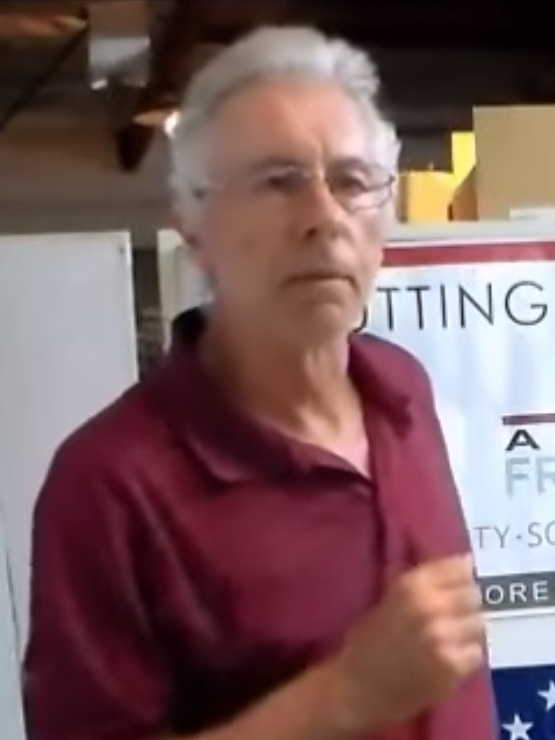
Kevin MacDonald 2013.

Kritikkulturen (engelsk originaltitel: The Culture of Critique) är en bok i serien The Culture of Critique av Kevin MacDonald, en antisemitisk konspirationsteoretiker, vit maktanhängare och pensionerad professor i evolutionspsykologi som bland annat har hyllat Anders Breivik.
Enligt MacDonald styrs judisk kultur av en "evolutionär gruppstrategi", och judar som grupp har biologiskt utvecklats till att vara etnocentriska och fientliga mot vita människors intressen. Han hävdar att judiskt beteende och kultur är centrala orsaker till antisemitism och han har spritt konspirationsteorier om påstådd judisk kontroll och inflytande.
MacDonalds teorier har varit mycket inflytelserika i den högerextrema alt right-rörelsen.
En överväldigande majoritet av akademiska och journalistiska granskningar av MacDonalds arbete har avfärdat det som pseudovetenskap grundad i konspirationsteorier, fyllt av felaktigheter och cherry-picking av källor. Arbetet ses som antisemitisk propaganda, snarare än akademisk forskning.

## Bokserien
Trilogin The Culture of Critique inkluderar:
- A People That Shall Dwell Alone: Judaism As a Group Evolutionary Strategy, With Diaspora Peoples (1994)
- Separation and Its Discontents Toward an Evolutionary Theory of Anti-Semitism (1998)
- Kritikkulturen - En evolutionär analys av judiskt engagemang i 1900-talets intellektuella och politiska rörelser (1998, översatt till svenska 2006)

## Kritikkulturen
Kritikkulturen översattes av Lars Adelskogh år 2006 och gavs ut på det nynazistiska bokförlaget Nordiska förlaget.
Boken har undertiteln "En evolutionär analys av judiskt engagemang i 1900-talets intellektuella och politiska rörelser". 
Originalets namn: The Culture of Critique: An Evolutionary Analysis of Jewish Involvement in Twentieth-Century Intellectual and Political Movements.
I boken hävdar MacDonald att olika intellektulla och politiska rörelser, populära under 1900-talet, framställs som universalistiska till sin natur för att locka till sig anhängare, men i själva verket domineras av judar som verkar i syfte att gynna sin egen etniska grupps intressen. Intellektuella företeelser som MacDonald räknar in till denna grupp är psykoanalys, vänsterradikala rörelser, Franz Boas variant av antropologi och rörelser inspirerade av Frankfurtskolan.